# Трамвай-памятник (Советск)
Трамвай-памятник — трамвай серии МС-4, установленный в качестве памятника в Советске на пешеходной улице Победы. Установлен в качестве напоминания, что в Тильзите с 1901 по 1944 год существовало трамвайное движение.

## История
Линия знаменитого тильзитского электрического трамвая была открыта в городе 26 июля 1901 года и просуществовала до октября 1944 года. Трамвайные линии и вагоны производились немецким акционерным обществом АО Lahmeyer & Co во Франкфурте на Майне. После Второй мировой войны новые городские власти решили, что автобусное движение эффективнее и удобнее трамвайного, и трамвайная система Тильзита была ликвидирована. Где находятся сейчас вагоны трамвайного парка Тильзита, неизвестно, однако в Советске до сих пор можно увидеть «следы» знаменитого трамвая: остатки рельсовых путей и столбов.
В память о тильзитском трамвае в августе 2012 года власти Советска установили на центральной площади города вагончик трамвая. Рядом с памятником был установлен фонарь с историческими указателями улиц на двух языках: русском и немецком. Внутри трамвая регулярно устраиваются экспозиции из фотографий, рассказывающих о прошлом города и основных событиях в современной жизни Советска.

## Описание
Памятник представляет собой установленный на рельсы трамвайный вагон серии МС-4 производства Путиловского завода, выпущенный в 1933 году. После снятия с пассажирской эксплуатации вагон был передан в службу пути и работал под номерами М-52 и М-26. В 2006 году вагон был выкуплен фирмой и переоборудован в неходовой макет, получив номер 2601, предполагалось использование в качестве кафе. В 2007 году работы были остановлены, затем он находился в Музее электрического транспорта Санкт-Петербурга на территории бывшего трампарка №2. В 2012 году вагон был перевезён в город Советск для установки в качестве памятника, где ему был дан бортовой номер 12.

## Споры об аутентичности
После установки раритетного транспортного средства до настоящего времени в краеведческих кругах не стихают споры об искажении исторической реальности и правомерности установки в качестве памятника, напоминающего о тильзитском трамвае, ленинградского трамвайного вагончика 30-х — 60-х годов, приобретённого в Санкт-Петербурге. Между двумя трамваями существуют различия: как во внешнем виде, так и в ширине трамвайной колеи (трамвайная сеть в Тильзите была узкоколейной (1000 мм), а ленинградский вагон сделан на колею 1524 мм). Тем не менее, трамвай-памятник уже занял своё место в качестве основных объектов, вызывающих интерес и любопытство туристов, являясь современной визитной карточкой города.